# Франуліно
Франуліно (біл. Франулино) — село в Білорусі, в Логойському районі Мінської області, підпорядковане Заріченській сільській раді.
Село розташоване в північній частині Мінської області.